# Cirque du Soleil

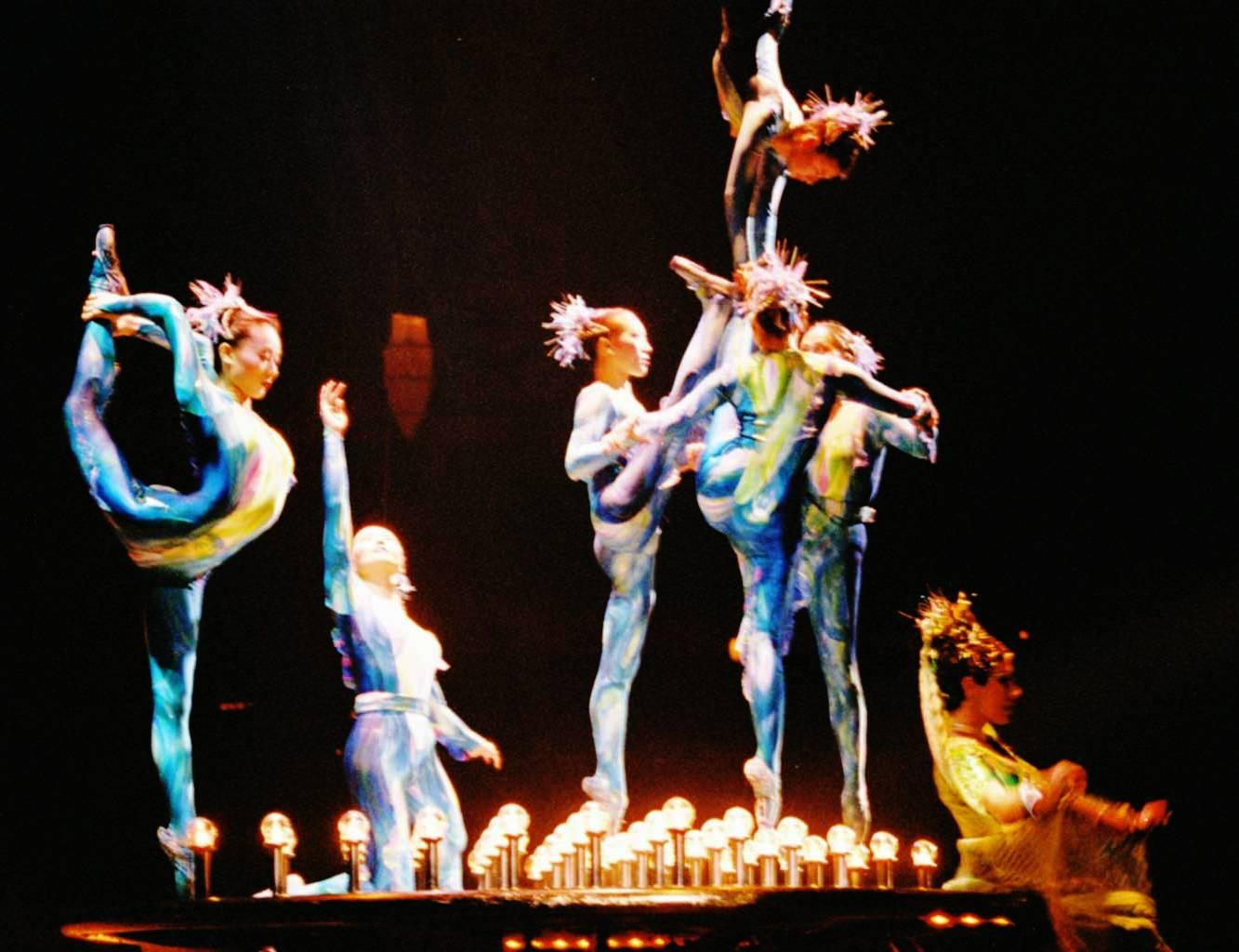
Dralion in Wien

Cirque du Soleil [siʀkədysɔˈlɛj] (französisch für Zirkus der Sonne) ist ein Entertainment-Unternehmen aus Montréal in Kanada.
Das Unternehmen wurde 1984 von dem Straßenkünstler Guy Laliberté unter Assistenz von Daniel Gauthier und Gilles Ste-Croix gegründet. Es beschäftigt weltweit ca. 4000 Menschen, davon etwa 1200 Artisten aus etwa 80 Ländern.
Cirque du Soleil zeigt Shows, deren Hauptaugenmerk auf Artistik, Theaterkunst und Livemusik liegt. Im Unterschied zum klassischen Zirkus, zu dem unter anderem Tierdressuren und eine mit Sägespänen ausgestreute Manege gehören, verzichtet der Cirque du Soleil auf diese Elemente, weshalb er dem Cirque Nouveau (wörtlich übersetzt „Neuer Zirkus“) zugerechnet wird.
Weltweit werden gleichzeitig mehrere Shows von verschiedenen Truppen aufgeführt. Die Produktionen werden von bei Cirque du Soleil respektive dessen Tochtergesellschaften angestellten Artisten auf die Bühnen gebracht. Ein mögliches Franchise-Modell wurde in den frühen 2000er-Jahren verworfen.

## Besitzverhältnisse
Das Unternehmen war zu 80 Prozent im Besitz des Gründers Guy Laliberté. Die restlichen 20 Prozent befanden sich im Besitz der Istithmar (arabisch für Investment), einer Private-Equity-Firma aus Dubai, sowie der Nakheel Properties, einem Immobilienunternehmen aus Dubai.
Im April 2015 verkaufte Guy Laliberté die Kontrollmehrheit an ein Konsortium um die texanische Beteiligungsgesellschaft TPG Capital. Zur Käufergruppe zählte die im Besitz des chinesischen Mischkonzernes Fosun International befindliche Fosun Capital Group.
Aufgrund der COVID-19-Pandemie meldete Cirque du Soleil im Juni 2020 Insolvenz an. Fünf Monate später wurde bekanntgegeben, dass das Insolvenzverfahren mit dem Verkauf an den ehemaligen CEO von MGM Resorts International Jim Murren und Catalyst Capital abgeschlossen wurde.

## Die 1980er-Jahre
1982 gründete Guy Laliberté mit einigen Artisten eine kleine Varieté- und Straßentheatergruppe in der kanadischen Stadt Baie-Saint-Paul (Provinz Québec). Zwei Jahre später bekam diese Truppe den Auftrag, eine Vorstellung anlässlich der 450-Jahr-Feier Kanadas zu gestalten. Nach dem durchschlagenden Erfolg dieser Veranstaltung wurde beschlossen, einen artistisch ausgerichteten Zirkus zu gründen. So wurde am 16. Juni 1984 der Cirque du Soleil ins Leben gerufen.
Das Unternehmen beschäftigte anfangs 73 Mitarbeiter und setzte sich als Ziel, sein Publikum im blau-gelben Zelt mit einem dramaturgisch ausgearbeiteten Mix aus Artistik und Straßentheater zu unterhalten. Dabei sollten Thematik, Performance, Kostüme, Beleuchtung und Musik perfekt harmonieren. Bis heute ist es diesem Konzept treu geblieben.
Die erste Show mit dem Namen Cirque du Soleil hatte in der kleinen Stadt Gaspé Premiere und wurde anschließend in ganz Québec gezeigt. Im Jahr darauf kam es zu einer Tournée durch das restliche Kanada. 1986 folgte das zweite Programm (La Magie continue), welches ebenfalls in ganz Kanada gezeigt wurde. Einzelne Nummern daraus sind weiterhin erfolgreich bei verschiedenen Wettbewerben und Festivals.
Mit dem dritten Programm We Reinvent The Circus im Jahr 1987 wurde nach Aufführungen in Kanada erstmals die Grenze in die USA überschritten. Beim Zirkusfestival in Los Angeles, in San Diego und in Santa Monica war das Publikum derart begeistert, dass der Name Cirque du Soleil in Amerika über Nacht Berühmtheit erlangte. 1988 war man damit auch zu Gast bei den Olympischen Winterspielen in Calgary.

## 1990–1999
1990 wurde mit diesem Programm die erste Überseetournee gestartet, beginnend in London und Paris. Gleichzeitig erlebte ein neues Programm in Montréal seine Uraufführung: „Nouvelle Expérience“.
Für den fernen Osten stellte man als fünftes Programm ein „Best of“ unter dem Titel „Fascination“ zusammen, das 1992 in Tokio und sieben weiteren japanischen Städten 118 Aufführungen erlebte. In der Schweiz ging der „Cirque“ eine Kooperation mit dem Circus Knie ein, woraus sich eine Tournee durch 60 Städte des Landes ergab. Knie war damit der Zeit voraus: Die Saison wurde zum Flop, das Publikum war verwirrt.
Mit „Nouvelle Expérience“ wurde eine Aufführungsserie im Mirage in Las Vegas gestartet. Ein Jahr später übersiedelte sie in ein eigens dafür erbautes Theater im Treasure Island Hotel, während mit dem Mirage ein Zehnjahresvertrag für die Aufführung von „Mystère“ abgeschlossen wurde. Parallel dazu hatte ein weiteres Tourneeprogramm Premiere: „Saltimbanco“. Es war zunächst in Montréal zu sehen, im Laufe der Jahre 1992 und 1993 dann in ganz Nordamerika und schließlich auch in Tokio.
Zum zehnjährigen Jubiläum des Cirque du Soleil erschien 1994 das neunte und bisher erfolgreichste Programm: „Alegría“. Währenddessen eroberte „Saltimbanco“ den europäischen Kontinent, ausgehend von den Niederlanden, Deutschland und Österreich. Die Aufführung fand in dem mittlerweile zum Markenzeichen gewordenen weißen Zelt statt.
Für das nächste Programm „Quidam“ war die Nachfrage so groß, dass allein die Amerikatournee drei Jahre in Anspruch nahm (1996–1999).
1997 wurde in Montréal das neue Hauptquartier in Betrieb genommen, das „Studio“, wo seither alle Produktionen kreiert und produziert werden. Mit „O“ (in Las Vegas, Nevada) im Oktober, und „La Nouba“ (in Orlando, Florida) im Dezember 1998, wurden zwei weitere stationäre Vorstellungen in Betrieb genommen.
1997 begann eine Kooperation zwischen Pomp, Duck & Circumstance (Erlebnisgastronomie) und dem Cirque du Soleil – zunächst in Hamburg, später auch in Düsseldorf und München.
Zudem startete „Alegría“ von Amsterdam (wo sich auch das Hauptquartier Europa befand) im Frühjahr 1997 eine 2-jährige Tournee durch Europa.
Nächster Schauplatzwechsel war im Jahr 1999: „Saltimbanco“ übersiedelte nach Asien, „Quidam“ nach Europa und „Dralion“ feierte Premiere in Montréal. Zusätzlich wurde „Alegría“ permanent in Beau-Rivage, Mississippi gezeigt, ehe es ebenfalls durch Australien und Asien tourte.

## 2000–2009
Ein Spielfilm zu „Alegría“ wurde gedreht, angelehnt an die gleichnamige Show, die noch bis Ende 2013 lief. Von „Quidam“ entstand nach „Saltimbanco“ eine weitere Aufzeichnung einer Live Show des Cirque du Soleil. Später folgten der IMAX-Film „Journey of Man“ (2000) und die Aufzeichnung von „Alegría“ in Sydney (2001). Später produzierte man für das kanadische und amerikanische Fernsehen eine Fernsehserie: „Cirque du Soleil: Fire Within“. Darin geht es um die Entstehung der Show „Varekai“ und die Artisten dahinter.
2002 wurde in Montréal mit „Varekai“ wieder ein neues Programm aus der Taufe gehoben („Varekai“ bedeutet in Romani „wo auch immer“), womit (einschließlich der stationären Vorstellungen in Las Vegas und Orlando) acht Programme gleichzeitig liefen.
Später kam noch das Programm „ZUMANITY“ dazu, das als nicht jugendfreie Aufführung im New York New York Hotel in Las Vegas gezeigt wurde.
Seit November 2004 läuft im MGM Grand Hotel die Show „Kà“.
Im April 2005 wurde in Montréal die neue Show „Corteo“ mit großem Erfolg erstaufgeführt. Sie tourt seitdem durch die Vereinigten Staaten. Seit 2006 ist die dazugehörige DVD auf dem Markt.
Am 26. Februar 2006 traten mehrere Künstler vom Cirque du Soleil auf der Abschlussfeier der Olympischen Winterspiele 2006 in Turin auf.
2006 feierte die Show „Love“ Premiere. Sie wird im Mirage Hotel in Las Vegas (in dem Theater, in dem bisher Siegfried & Roy auftraten) gezeigt. Die Musik zur Show besteht aus neuen Arrangements von Songs der Beatles.
Ebenfalls 2006 fand die Erstaufführung von „Delirium“ statt, einer eigenständigen Arena-Produktion. 2008 wurde die letzte Show im Rahmen der „Delirium“-Tour in London aufgezeichnet.
Am 4. Februar 2007 traten Künstler des Cirque du Soleil im Rahmen der Pregame Show des Super Bowl XLI in Miami auf.
Im Jahr 2008 liefen drei neue Produktionen mit festem Spielort an. Im Juli startete die Show „Zaia“ in Macau, im August folgte in Tokyo die Show „Zed“. Im September hatte Criss Angel mit der Show „Believe“ im Luxor Hotel and Casino in Las Vegas Premiere.
Im Frühjahr 2009 wurde die Show Alegría in eine Arena-Show umgewandelt und gastierte (nach 1998) im Jahr 2011 wieder in Deutschland.
Die nächste Erstaufführung hatte der Cirque im Jahr 2009 mit der neuen Tour „Ovo“ in Montréal. Es war die 25. Show während des bis dato 25-jährigen Bestehens des Cirque du Soleil.
Der Cirque de Soleil war der Eröffnungsakt des Finales des Eurovision Song Contest 2009 in Moskau.

## 2010–2019
Eine weitere Produktion wurde im April 2010 mit dem Namen „Totem“ in Montréal erstaufgeführt und gastierte danach bereits in Amsterdam (Oktober–Dezember) und in der Royal Albert Hall in London (Januar–Februar 2011), bevor die Tour in den USA weitergeführt wurde.
Die Show „Banana Shpeel“ musste im Jahr 2010 wegen zu geringen Besucherzustroms eingestellt werden.
Nach der Produktion „Iris“ (Juni 2011 – Januar 2013) zollt der Cirque du Soleil seit Oktober 2011 Michael Jackson mit der „Immortal World Tour“ Tribut. Ähnlich wie bei der Beatles-Show „Love“ wurden alte Songs von Michael Jackson überarbeitet und neu konzipiert. Im Juli 2012 musste Birk-Events, eine der für Aufführungen in Deutschland verantwortlichen Agenturen, Insolvenz anmelden. Dies steht laut Presse in direktem Zusammenhang mit den Shows des Cirque du Soleil. Für Januar 2013 kündigte der Cirque du Soleil die Einstellung der Produktion „Iris“ aufgrund nicht zufriedenstellender Ticketverkäufe an.
Im Dezember 2012 feierte eine Kinoproduktion des Cirque du Soleil unter dem Originaltitel „Cirque du Soleil: Worlds Away“ Premiere in den USA. Dabei handelt es sich um einen 3D-Film, der u. a. von James Cameron und Andrew Adamson produziert wurde. In Deutschland lief der Film am 7. Februar 2013 an.
Im Januar 2013 kündigte das Unternehmen an, dass unter anderem wegen erhöhter Produktionskosten und der Weltwirtschaftskrise sowie aufgrund nicht ausreichender Absicherung gegen Wechselkursschwankungen und der Stärke des kanadischen Dollars – trotz über 14 Millionen verkaufter Tickets und über 750 Millionen Euro Umsatz – im Geschäftsjahr 2012 kein Gewinn erwirtschaftet wurde. Außerdem wurde die Streichung von 400 Stellen im Laufe des Jahres angekündigt. Noch vor Weihnachten 2012 hatte man bereits 50 Stellen gestrichen. Im April 2015 wurde der Cirque du Soleil mehrheitlich an ein Investorenkonsortium unter Führung des US-Risikokapitalfonds TPG Capital und dessen chinesischen Partner Fosun Capital verkauft. Guy Laliberté behielt einen Minderheitsanteil von 10 %.

## Ab 2020
Aufgrund der COVID-19-Pandemie hat der Entertainmentkonzern sämtliche seiner weltweit 44 Shows aussetzen müssen. Um der drohenden Insolvenz und Abwicklung des Unternehmens entgegenzuwirken, hat die Regierung der kanadischen Provinz Québéc ein Darlehen in Höhe von umgerechnet bis zu 182 Millionen Euro angekündigt und Konditionen dafür ausgehandelt. Bereits am 24. Mai 2020 hatte Guy Laliberté in den Medien lanciert, dass er notfalls das Unternehmen zurückkaufen wolle.
Am 29. Juni 2020 meldete Cirque du Soleil Insolvenz an und kündigte ungefähr 3.500 Mitarbeitern. Am 24. November 2020 wurde bekanntgegeben, dass das Insolvenzverfahren mit dem Verkauf an den ehemaligen CEO von MGM Resorts International Jim Murren und Catalyst Capital abgeschlossen wurde. Das Unternehmen konnte sich wirtschaftlich erholen und zählte im Jahr 2023 insgesamt 4000 Mitarbeitende.

## Série Hommage
Nebst den klassischen Produktionen von Cirque die Soleil wie beispielsweise den Las-Vegas-Shows Mystère, O und Kà und den Tour-Shows (Saltimbanco, Alegria etc.) führt das Unternehmen seit 2006 auch Tribute-Produktionen durch.
Diese Shows sind einem bestimmten Künstler resp. einer Gruppe gewidmet. Sie kombinieren die charakteristische Akrobatik und Artistik des Cirque du Soleil mit Musik, Tanz und Kostümen des jeweiligen Künstlers oder der jeweiligen Gruppe.
Bislang sind folgende Tribute-Shows erschienen:
- Love (2006)
Tribute to The Beatles
- Viva Elvis (2010)
Tribute to Elvis Presley
- One (2013) 
Tribute to Michael Jackson
- Séptimo Día - No Descansaré (2018)
Tribute to Soda Stereo

Zudem gibt es seit 2015 jeweils im Sommer eine Hommage-Show, die einer bekannten Größe aus Quebec gewidmet ist. Traditionsgemäß finden die Aufführungen im Cogeco-Amphitheater in Trois-Rivières statt.
- Le Monde est fou (2015)
Tribute to Beau Dommage
- Tout écarillé (2016) 
 Tribute to Robert Charlebois
- Stone (2017)
 Tribute to Luc Plamondon
- Juste une p’tite nuite (2018)
 Tribute to Les Colocs
- Joyeux calvaire (2019)
 Tribute to Les Cowboys Fringants
- Vive nos divas (2022)
 Tribute to great female voices of Quebec
- Guy, Guy, Guy! (2023)
 Tribute to Guy Lafleur
- RBO (2024)
 Tribute to Rock et Belles Oreilles (kanadische Comedy-Band)
- Les Incouchables (2025)
 Tribute to Daniel Bélanger (Singer-Songwriter aus Quebec)

## Programmübersicht
Neben den festen Standorten, an denen einzelne Shows präsentiert werden, sind einige Programme auf Tournee zu sehen. Dargeboten werden letztere entweder in Veranstaltungsarenen oder in Zirkuszelten, sog. Chapiteaus. Nachfolgend sind Produktionen von Cirque du Soleil aufgeführt (ohne Sommer-Tribute-Shows in Trois-Rivières).

### Stationäre Produktionen (an einem Standort)
Zu den Produktionen, die nur an einem Standort spielen („Residents“), gehören:
| Name                 | Premiere   | Typ                                                                   | Status |
| -------------------- | ---------- | --------------------------------------------------------------------- | ------ |
| Mystère              | 25.12.1993 | Treasure Island, Las Vegas                                            | Ja     |
| O                    | 15.10.1998 | Bellagio, Las Vegas                                                   | Ja     |
| La Nouba             | 23.12.1998 | Downtown Disney, Lake Buena Vista, Florida (2017 eingestellt)         | Nein   |
| Zumanity             | 31.07.2003 | New York-New York, Las Vegas (2020 eingestellt)                       | Nein   |
| Kà                   | 03.02.2005 | MGM Grand, Las Vegas                                                  | Ja     |
| The Beatles: Love    | 02.06.2006 | The Mirage, Las Vegas (2024 eingestellt)                              | Nein   |
| Wintuk               | 01.11.2007 | Madison Square Garden, New York City (saisonal, 2011 eingestellt)     | Nein   |
| Zaia                 | 26.07.2008 | The Venetian Macao, Cotai Strip, Macau (2012 eingestellt)             | Nein   |
| Zed                  | 15.08.2008 | Tokyo Disney Resort, Tokyo, Japan (2011 eingestellt)                  | Nein   |
| Criss Angel Believe  | 26.09.2008 | Luxor, Las Vegas (2016 eingestellt)                                   | Nein   |
| Viva Elvis           | 16.12.2009 | Aria Resort and Casino, Las Vegas (2012 eingestellt)                  | Nein   |
| Zarkana              | 29.06.2011 | Tour – 2012–2016 Aria Resort and Casino, Las Vegas (2016 eingestellt) | Nein   |
| Iris                 | 25.09.2011 | Dolby Theatre, Los Angeles (2013 eingestellt)                         | Nein   |
| Michael Jackson: One | 23.05.2013 | Mandalay Bay Resort and Casino, Las Vegas                             | Ja     |
| Joyà                 | 08.11.2014 | Riviera Maya, Mexico                                                  | Ja     |
| R.U.N.               | 24.10.2019 | Luxor, Las Vegas (2020 eingestellt)                                   | Nein   |
| Drawn to Life        | 18.11.2021 | Disney Springs' West Side at the Walt Disney World Resort, Florida    | Ja     |
| Mad Apple            | 12.05.2022 | New York-New York Hotel and Casino, Las Vegas                         | Ja     |
| Alizé                | 24.10.2025 | Theater am Potsdamer Platz, Berlin                                    |        |

### Tour-Produktionen (Tourneen)
Bei den folgenden Shows handelt es sich um Tour-Produktionen, die in Arenen und Chapiteaus zur Aufführung kommen (Produktionen Banana Shpeel und Paramour in Theatern):
| Name                                     | Premiere   | Typ                                                                                     | Spielzeit in Deutschland        |
| ---------------------------------------- | ---------- | --------------------------------------------------------------------------------------- | ------------------------------- |
| Cirque du Soleil                         | 16.06.1984 | Tour (1985 eingestellt)                                                                 |                                 |
| La Magie Continue                        | 20.04.1986 | Tour (eingestellt)                                                                      |                                 |
| Le Cirque Réinventé                      | 07.05.1987 | Tour (1990 eingestellt)                                                                 |                                 |
| Nouvelle Expérience                      | 08.05.1990 | Tour (1993 eingestellt)                                                                 |                                 |
| Saltimbanco                              | 23.04.1992 | Chapiteau (1992–2006) – Arena (2007–2012) (2012 eingestellt)                            | 1995–1996, 2003–2004, 2009–2011 |
| Alegría                                  | 21.04.1994 | Chapiteau (1994–2009, seit 2019) – Arena (2009–2013) (2013 eingestellt)                 | 1998, 2011                      |
| Quidam                                   | 23.04.1996 | Chapiteau (1996–2010) – Arena (2010–2016) (2016 eingestellt)                            | 1999–2001, 2013–2014            |
| Dralion                                  | 22.04.1999 | Chapiteau (1999–2010) – Arena (2010–2015) (2015 eingestellt)                            | 2006                            |
| Varekai                                  | 22.04.2002 | Chapiteau (2002–2013) – Arena (2013–2017) (2017 eingestellt)                            | 2008, 2010, 2015–2016           |
| Corteo                                   | 21.04.2005 | Chapiteau (2005–2015) – Arena (seit 2018)                                               | 2022, 2024                      |
| Delirium                                 | 26.01.2006 | Arena (2008 eingestellt)                                                                | 2007–2008                       |
| Koozå                                    | 19.04.2007 | Chapiteau                                                                               | 2014                            |
| Ovo                                      | 23.04.2009 | Chapiteau                                                                               | 2017–2018, 2023                 |
| Banana Shpeel                            | 19.11.2009 | Theater in Chicago, New York, Toronto, San Francisco, und Costa Mesa (2010 eingestellt) |                                 |
| Totem                                    | 22.04.2010 | Chapiteau (2020 eingestellt)                                                            | 2019–2020                       |
| Michael Jackson: The Immortal World Tour | 02.10.2011 | Arena (2014 eingestellt)                                                                | 2012                            |
| Amaluna                                  | 19.04.2012 | Chapiteau (2020 eingestellt)                                                            | 2015                            |
| Kurios                                   | 24.04.2014 | Chapiteau                                                                               | 2024                            |
| Toruk – The First Flight                 | 12.11.2015 | Arena (2019 eingestellt)                                                                | 2018                            |
| Paramour                                 | 16.04.2016 | Theater in New York (2016–2017) und Hamburg (2019–2020)                                 | 2019–2020                       |
| Luzia                                    | 21.04.2016 | Chapiteau                                                                               | 2023                            |
| Séptimo Día                              | 09.03.2017 | Arena (2018 eingestellt)                                                                |                                 |
| Volta                                    | 20.04.2017 | Chapiteau (2020 eingestellt)                                                            |                                 |
| Crystal                                  | 05.10.2017 | Arena                                                                                   | 2022–2023                       |
| Bazzar                                   | 14.11.2018 | Chapiteau                                                                               |                                 |
| Messi 10                                 | 10.10.2019 | Arena (2024 eingestellt)                                                                |                                 |
| ʻTwas The Night Before                   | 29.11.2019 | Theater                                                                                 |                                 |
| Echo                                     | 20.04.2023 | Chapiteau                                                                               |                                 |
| Songblazers                              | 02.07.2024 | Theater                                                                                 |                                 |
| ʻAuana                                   | 15.12.2024 | Premiere in Honolulu                                                                    |                                 |

## Varia
Die deutsche Schlagersängerin und Unterhaltungskünstlerin Helene Fischer hat bislang bei zwei ihrer Tourneen mit Cirque du Soleil zusammengearbeitet. Die von September 2017 bis März 2018 dauernde Fischer-Tournee wurde durch die Firma 45 Degrees, eine Tochtergesellschaft des Cirque du Soleil, konzipiert. Die Tournee vom April bis Oktober 2023 wurde durch Cirque du Soleil inszeniert und produziert. Dabei wurde Fischer von Tänzern und Akrobaten des kanadischen Zirkus begleitet.

## Unfälle
Am 29. Juni 2013 starb die Akrobatin Sarah Guyard-Guillot, mit Künstlernamen Sassoon, während der Show Kà im MGM Grand Hotel in Las Vegas. Während einer Kampfszene, bei der die Artisten an Stahlseilen hängen, riss das Seil und Sassoon fiel aus rund 27 m Höhe (90 Fuß) in den Bühnenboden. Dies war der einzige Zeitpunkt der Show, wo weder Luftkissen noch Sicherheitsnetze im offenen Bühnenboden gespannt sind. Guyard-Guillot war 31 Jahre alt und hinterließ zwei Kinder. Sassoon war seit 2006, den Anfängen der Show Kà, Teil ihrer Besetzung und stand seit 22 Jahren auf der Bühne. Die Show wurde in der Folge abgesagt und ist ohne die Kampfszene circa einen Monat später wieder aufgenommen worden. Der Unfall ist der erste berichtete tödliche Bühnenunfall in der 30-jährigen Geschichte des Cirque du Soleil.
Ein weiterer Unfall mit Todesfolge ereignete sich am 17. März 2018 bei der abendlichen Vorstellung in Tampa, Florida. Der Artist Yann Arnaud, der über 15 Jahre beim Cirque mitwirkte, stürzte bei einer Nummer, bei der er an Bändern über der Bühne hing, vor Publikum ab und starb im Krankenhaus an den dabei erlittenen Verletzungen, wie das Unternehmen am Folgetag mitteilte. Zwei noch ausstehende Auftritte in Tampa wurden abgesagt.

## Filmographie (Auswahl)

### Kinofilme
- 1999: Alegría (Alegría – An Enchanting Fable)[29]
- 2000: Journey of Man
- 2008: Delirium
- 2012: Traumwelten (Worlds Away)

### Fernsehfilme
- 1986: La magie continue
- 1989: The Magic Circus
- 1991: Nouvelle expérience
- 1997: Saltimbanco
- 2001: Alegría
- 2002: Fire Within (Serie)
- 2003: Varekai (Special)
- 2003: Solstrom (Serie)
- 2004: Midnight Sun
- 2008: LoveSick
- 2009: Cirque du Soleil’s Poetic Social Mission
- 2010: Flowers in the Desert
- 2010: Inside KA by Cirque Du Soleil

### Video/DVD
- 1992: Cirque réinventé
- 1994: Baroque Odyssey
- 1999: Inside La Nouba
- 1999: Quidam
- 2001: Dralion
- 2004: La Nouba
- 2005: KA Extreme
- 2006: Corteo
- 2006: The Beatles Love – All Together Now – A Documentary Film
- 2008: Kooza
- 2012: Amaluna